# 黒姫 (ゲーム)
『黒姫』（くろひめ）は、2000年12月15日にSPDより発売されたアダルトゲーム。
基本的にはアドベンチャーゲームで、サスペンスホラーの要素も追加されている。
2002年にディスカバリーより、『黒姫 -桎梏の館-』（くろひめ しっこくのやかた）のタイトルで、アダルトアニメ化された。

## 解説
本作は山奥の洋館に集められた男女七人が一人ずつ消えていく様を描いたアダルトゲームであり、ソリッド・シチュエーション・スリラーとしても扱われることがある。
発売元であるSPDは本作をもって解散したため、入手が困難となっている。

## ゲームシステム
主人公は閉じ込められた洋館から48時間以内に脱出することがゲームの目的である。洋館内を移動するといくつかの選択肢が出て、時間が経過していく。48時間が経過すると自動的にエンディングとなり、行動の如何によって結末が変化するマルチエンディング方式である。1度クリアすればシナリオとイベントの分岐マップが表示されるため、未見のグラフィックおよびエンディングの存在を把握できる。イベント発生条件には経過時間が関わってくるため、コンプリートには手間を要する。

## ストーリー
主人公は、恋人の聖夜や友人たちとともに7人でキャンプに行っていたが、道に迷ってしまう。7人は洋館を見つけるが、人の気配こそすれそこは誰もいない。不安を感じつつも夜を明かすことにした7人だが、洋館へと足を踏み入れた途端、地震が起き、中に閉じ込められてしまう。
そこで起こる様々な怪奇現象が7人を襲う。それはこの館の主・摩耶によって仕組まれたものであった。

## 登場人物
※声の表記はアダルトアニメ版のもの。
主人公 / 朗（あきら）
声 - 五反田正人
プレイヤーキャラクター。アニメでは名前が朗と設定されている。
若宮 聖夜（わかみや せいや）
声 - 花見川楓
本作のヒロイン。主人公の恋人で、真面目な優等生だが、嫉妬深い一面があり、主人公に対して特別な思いを持っている。なお、休日も制服で行動することが多い。
雪村 さやか（ゆきむら さやか）
声 - 野神奈々
ピンクのリボンで2つに結んだ髪が特徴の少女。子どもっぽく主人公に子ども扱いされている。料理（特にお菓子類）を得意としており、異性からの人気が高い。
聖夜の言うことには比較的従順。
進藤 冴紀（しんどう さえき）
声 - 岬ゆうか
わがままで気の強い少女。運動神経がよく、行動力と好奇心が強い。男性が苦手でレズッ気がある。
近見 由香理（ちかみ ゆかり）
声 - さくら
家柄と成績は良いが、気の弱い少女。基本的に露出度の低い服装を好む。冴紀に連れまわされることが多い。冴紀のレズ相手。
大神 直哉（おおかみ なおや）
声 - 流石力男
主人公の悪友。冴紀をからかうが、中途半端な性格ゆえ、彼女からはよろしく思われていない。
梶原 淳（かじわら じゅん）
声 - 東城直樹
気弱な少年。その性格から洋館の中で起こる怪奇現象によって精神的に追い詰められてしまう。
摩耶（まや）
声 - 鷹月さくら
洋館の主。館に仕掛けられた罠や謎の男達を使って冴紀や由香理を陵辱し、7人を精神的に追い詰めようとする。その正体は聖夜の中に潜むもう一つの人格。

## スタッフ
- 原画：AM-DVL
- シナリオ：内田竜宮丞
- 音楽：梶原正裕

## アダルトアニメ
2002年と2003年にディスカバリーよりDVDとVHSで発売された。前後編で、1話約30分。2009年には「VFT」マークのある映像に対応した専用モジュールを用いることでバーチャルセックスを体験できる「バーチャルギア」シリーズとして前後編を1本のDVDに収めた完全版も発売された。北米では前編と後編を1枚のDVDに収録した無修正版が『BLACK WIDOW』（ブラックウィドウ）のタイトルで発売されている。
前編と後編でアニメの制作会社とスタッフの変更があり、作画に差異がみられる。
スタッフ
※（前編）、（後編）と表記のあるものはそれぞれ前編、後編のみの担当。
- 原作：SPD
- エグゼクティブプロデューサー：田中辰弥
- プロデューサー：川井勝彦
- プロダクションマネージャー：千葉博己（前編）、伊藤将志（後編）
- 監督：矢作由（前編）、五月女有作（後編）
- 脚本：矢作由、山口一（後編）
- キャラクターデザイン：本橋完（前編）、滝川和男（後編）
- 作画監督：才木康寛（前編）、滝川和男（後編）
- 絵コンテ：五月女有作、矢作由

- 美術監督：宮前光春
- 美術設定：本田修
- 音楽：西澤武
- 撮影監督：渡邊英俊（前編）、桑良人（後編）
- 撮影協力：ライトフット
- 音響監督：渡辺淳
- 編集：岡安プロモーション（前編）、関一彦（後編）
- 色指定：金久保高央（前編）、針生眞由美（後編）
- アニメーション制作：ムークアニメーション（前編）、P・P・M（後編）
- 製作：ディスカバリー

商品情報
※以下の映像ソフトのデータは日本国内流通版のもの。
- 『黒姫 -桎梏の館-』前編 2002年5月31日発売 DISE-0033（DVD）、GCV-955（VHS）
- 『黒姫 -桎梏の館-』後編 2003年3月28日発売 DISE-0051（DVD）、GCV-973（VHS）
- 『バーチャルアニメーション 黒姫 -桎梏の館-』完全版 2009年2月20日発売 CAOA-003（DVD）

## 批評
ライターの穴リスト猫は、本作について「シチュエーションが十分に生かし切れていなかったため、謎解きの要素が薄かった」と評した。
また、穴リスト猫はアダルトアニメ版について、「シチュエーションが生かされており、ストーリー性が優先されている。ただ、トリックがご都合主義とはいかなくても安っぽいもので、謎解きを期待すると肩透かしを食らう。」と評し、「あまり細かいことを気にせず、エロゲー・エロアニメの古典を楽しむつもりで見てほしい」と述べている。